# Glenview (Illinois)
Glenview è un comune degli Stati Uniti d'America, situato in Illinois, nella Contea di Cook.